# Ландсір
Ландсір (англ. landseer) — порода собак, споріднена з ньюфаундлендом. Сучасний тип виведений у Швейцарії та Німеччині, він є результатом схрещування чистокровних ландсірів із ньюфаундлендами. Порода названа на ім'я художника Едвіна Генрі Ландсіра (1802—1873), картини якого із зображенням собак зіграли велику роль у популяризації породи.

## Історія породи
Походження породи точно не відоме. За однією з версій, у ХІХ столітті ландсірів завезли з Англії на Ньюфаундленд, звідки вони, вже схрещені з місцевими собаками, повернулися назад, за іншою — є нащадками чорних ведмежих собак скандинава Лейфа Ерікссона, який ходив у Новий Світ задовго до Колумба. Існує також третя версія, згідно з якою ландсіри могли потрапити до Англії з Ньюфаундленду наприкінці XVIII століття, проте раніше англійців там побували іспанці, португальці та баски, які для охорони привозили з собою піренейських гірських собак, які мають очевидну зовнішню подібність, але цьому немає прямих. підтверджень.

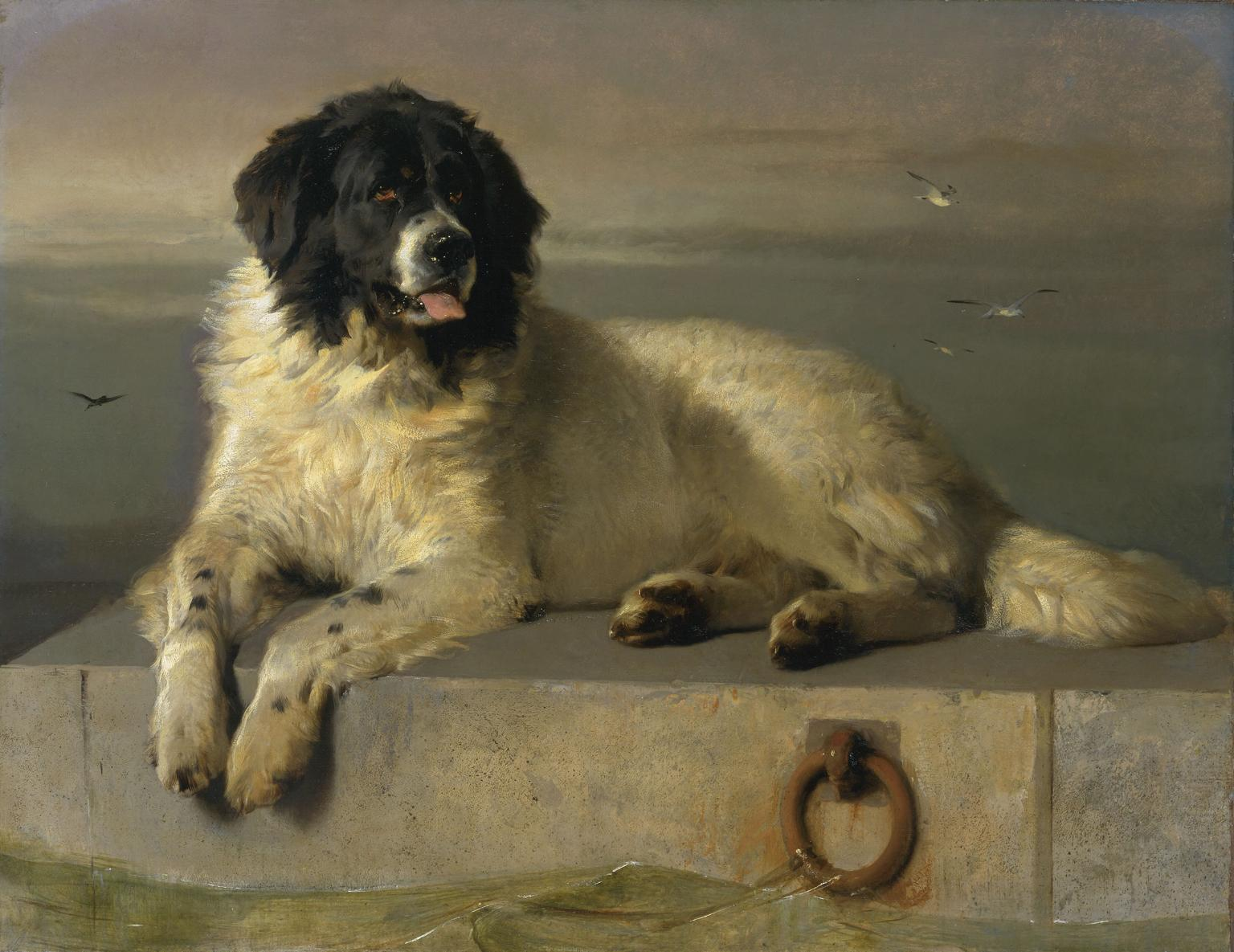
Достойний член гуманного суспільства. Е. Г. Ландсір, 1838

У 1870 році Англійський клуб собаківництва почав реєструвати чорно-білих собак, правда, на той момент інтерес до них був уже не таким гострим, їх почали витісняти ньюфаундлендські собаки чорного забарвлення. Тоді кращих з ландсірів, що залишилися, швейцарські і німецькі кінологи вивезли з Англії і стали розвивати континентальний тип, що відрізняється високоногістю і характером забарвлення, можливо, приливаючи при цьому кров сенбернарів і піренейських гірських собак.
На Крафті 1899 вищезазначені породи оцінювалися окремо. З початку XX століття ландсірів перестали змішувати з чорними та чорно-білими ньюфаундлендами, але ще довгий час вони позиціонувалися як їхня гілка. Водночас швейцарські та німецькі заводчики відзначили різницю між своїми собаками та англійськими — вони були не лише вищими та важчими, але відрізнялися і формою голови. Після Першої світової війни, коли чорно-білі особини майже зникли у Великій Британії, розводити їх стали в основному в Швейцарії та Німеччині. Великий внесок у становлення породи зробив німецький селекціонер Отто Вальтершпіль.
У 1960 році ландсір європейського континентального типу був визнаний Міжнародною кінологічною федерацією (FCI) самостійною породою і віднесений до групи пінчерів, шнауцерів, молосів, гірських та швейцарських скотогінних собак (секція молосів, підсекція гірських собак). За рік до того ландсіра визнали в Англії. Невеликі зміни до прийнятого стандарту FCI були внесені у 1997 році. У Канаді та США ландсір і тепер вважається різновидом ньюфаундленда.

## Зовнішній вигляд

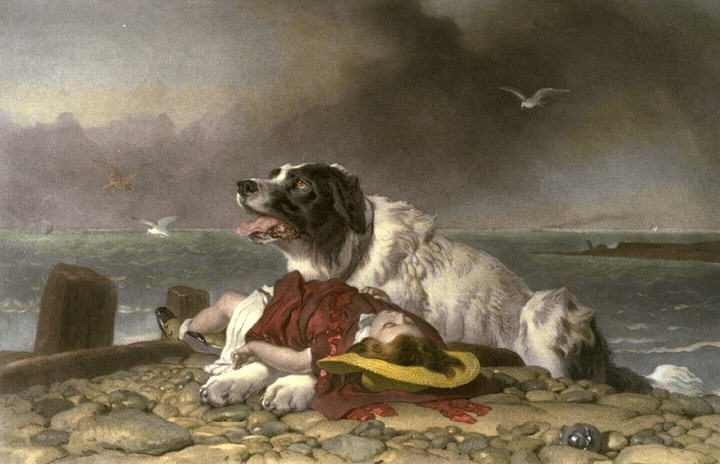
Врятована. Е. Г. Ландсір, 1856

Високий, потужний, збалансований собака, з довшими, ніж у ньюфаундленда, кінцівками, що особливо виражено у собак. Рухається вільно, з довгим кроком та гарним розмахом.
Голова рельєфної архітектури, з благородним виразом, покрита короткою, м'якою шерстю. Потиличний бугор виражений, перехід від чола до морди виразний, але не настільки явний і крутий, як у сенбернарів. Ніс чорний. Вилиці поступово звужуються у напрямку до морди, довжина якої дорівнює її глибині. Прикус ножиці. Очі досить глибоко посаджені, мигдалеподібні, з дружнім поглядом, карі (від світло-карого до темно-карого), з віками, що добре змикаються, без видимої кон'юнктиви. Занадто близько посаджені або світлого тону (зелено-жовті або сірувато-жовті) очі вважаються дефектом. Вуха середнього розміру, трикутні, з трохи округлими кінчиками, поставлені досить високо, висять, добре прилягають до обох боків голови. Основи вух з тильного боку вкриті довшою шерстю.
Шия мускулиста і широка, її довжина від потиличного бугра до холки становить приблизно від 3⁄4 до 4⁄5 потиличного бугра до кінчика носа. Виражений підвіс небажаний. Корпус від холки до крупу широкий і сильний, його довжина від холки до основи хвоста приблизно вдвічі більша за довжину голови. Груди глибокі і широкі, ребра добре вигнуті. Спина пряма, живіт трохи підтягнутий, боки пласкі, добре помітні. Хвіст товстий, покритий густою кудлатою шерстю', дістає до рівня трохи нижче скакальних суглобів. У стійці чи стані спокою звисає вниз, під час руху може підніматися до рівня спини, з невеликим вигином на кінці.

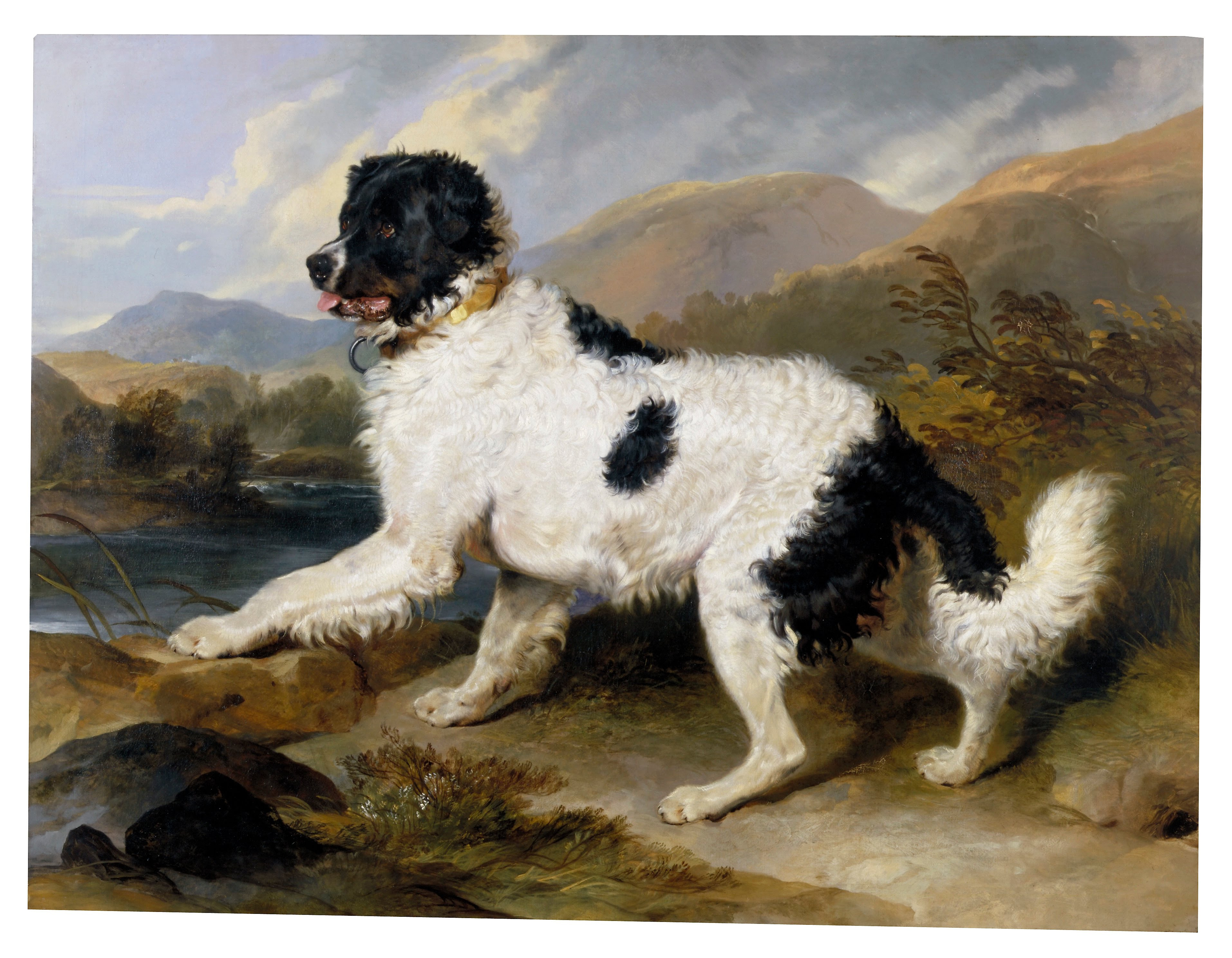
Ліон: ньюфаундлендський пес.
Е. Г. Ландсір, 1824

Передні кінцівки з міцною мускулатурою, з правильними кутами зчленувань і масивними кістками передпліч, з невеликими очесами в ділянці п'ястей. Задні кінцівки дуже міцні, з потужною мускулатурою та міцним кістяком, прибулі пальці небажані. Лапи котячого типу, великі, пальці з'єднані міцною перетинкою.
Шерсть, за винятком голови, довга, пряма, м'яка та густа, з гарним підшерстком. Забарвлення — чисто білий як основний колір, з виразними чорними плямами на корпусі і крупі. Голова чорна з білою мордою, від якої йде біла симетрична проточина. Шия, передня частина грудей, живіт, ноги та хвіст білі.
Висота в загривку кобелів — від 72 до 80 см, сук — від 67 до 72 см, вага кобелів — 59—68 кг, сук — 45—54 кг.
Від ньюфаундленда ландсір істотно відрізняється своєю високоногостю, не такою масивною і великою головою і менш притупленою мордою.

## Темперамент, утримання та догляд
Спокійний, самовпевнений, пильний, відданий сім'ї, досить упертий собака, що вимагає терпіння при вихованні. Відмінний плавець та апортувальник, прагне приносити користь людині, реалізовуючи успадковані від далеких предків якості. Має поступливий миролюбний характер і сильно розвинений рятувальний інстинкт. Добре ладнає з іншими собаками. Після правильної соціалізації та виховання стає справжнім сімейним собакою, вірним супутником та другом. Ландсір пізно дорослішає, у тісному співіснуванні з членами своєї сім'ї розкриває безліч своїх добрих якостей, не любить залишатися на самоті. Будучи набагато рухливішим за ньюфаундленда, потребує тривалих прогулянок і серйозних фізичних навантажень. Догляд за шерстю зводиться до щоденного вичісування. Середня тривалість життя представників цієї породи — 10—11 років.